# Халяль

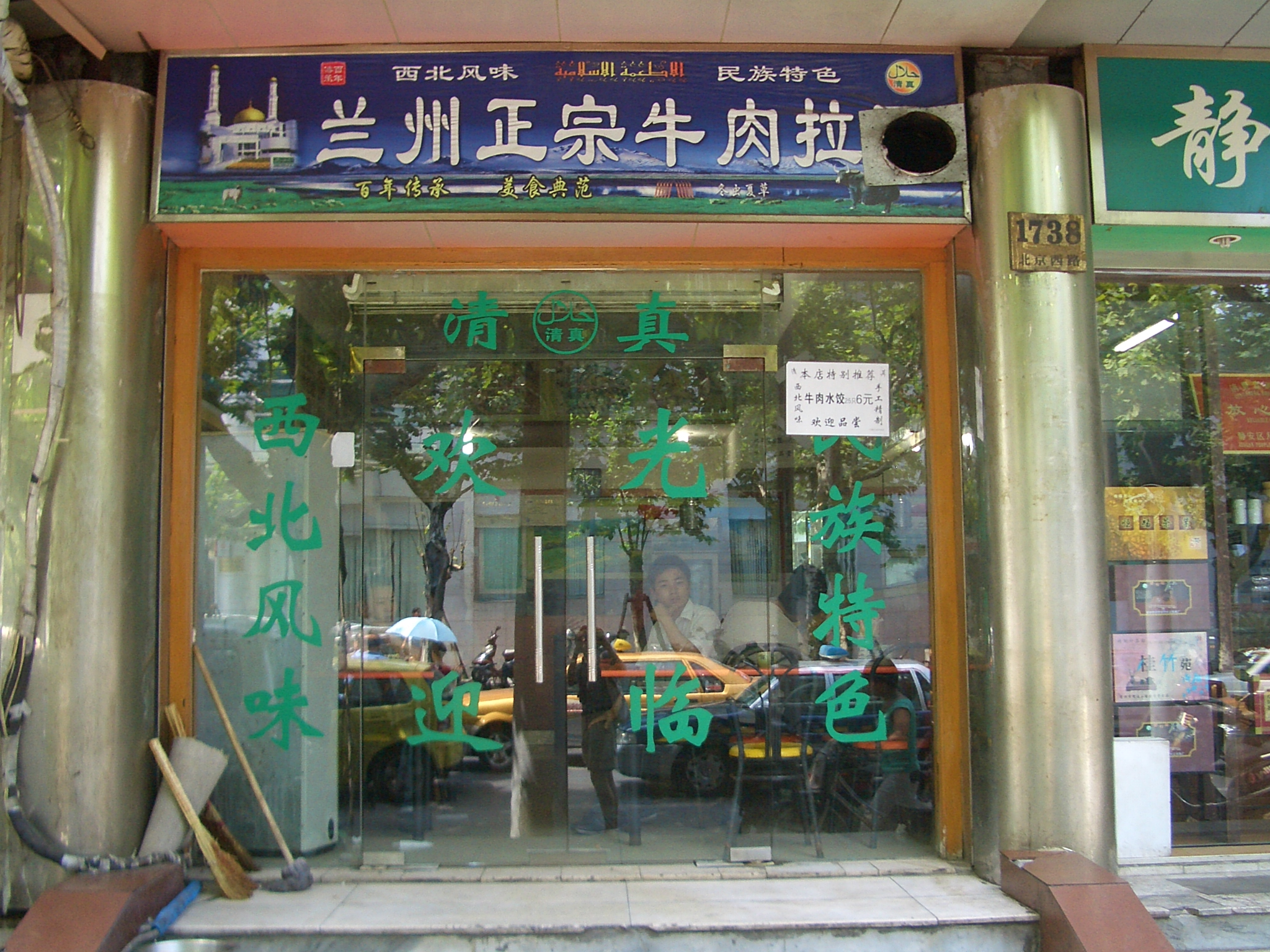
Халяльный ресторан в Шанхае

Халя́ль, хала́л (араб. حلال‎ —  разрешённый, разрешённое‎) — «всё то, что разрешено и допустимо в исламе» (противоположно хараму). Наиболее часто это понятие используется для обозначения правильно приготовленной и дозволенной мусульманам пищи.
По-разному приемлемы от желательного (сунна) через нейтральное (мубах) до нежелательного (макрух танзихи). Противоположным халялю является харам (запретное).
Несмотря на краткое описание халяльных продуктов в самой исламской доктрине, в настоящее время халяльная экономика включает в себя финансовые услуги и инвестиции, продукты питания, туризм, моду, фармацевтику, косметические товары, отдых, развлечения и медицину.
Халяльный рынок развивался в три этапа. Первый - это создание «исламского способа промышленного забоя скота», который привёл к появлению «рынка халяльного мяса» в 1980-1990-х годах. Центральную роль в этом сыграли Саудовская Аравия и Иран. Второй этап начался после публикации директивных материалов по халялю в «Кодексе Алиментариус», что породило концепцию и стандарты промышленной непорочности и вывело рынок халяль за пределы сугубо продовольственного сектора. Доминирующую роль на этом этапе сыграла Малайзия и происходил он в начале 2000-х.
Третий этап обозначился в 2010 году, в момент возникновения «глобальной исламской экономики» благодаря установлению связи между производством халяльных товаров и услуг и исламскими финансами, в чём главную роль сыграли США. Стоит уделить отдельное внимание такой характеристике как «чистота», которая фигурирует в рекламе халяльных продуктов. Аятолла Хомейни вскоре после своего прихода к руководству Первой исламской республикой в Иране в 1979 году объявил импорт мяса из неисламских стран незаконным на том основании, что оно нечисто.

## Этимология
Для слова халяль (حلال‎) в арабско-русском словаре Х. Баранова приводятся следующие варианты перевода: разрешённый, законный; полный, неотъемлемый; законное действие.

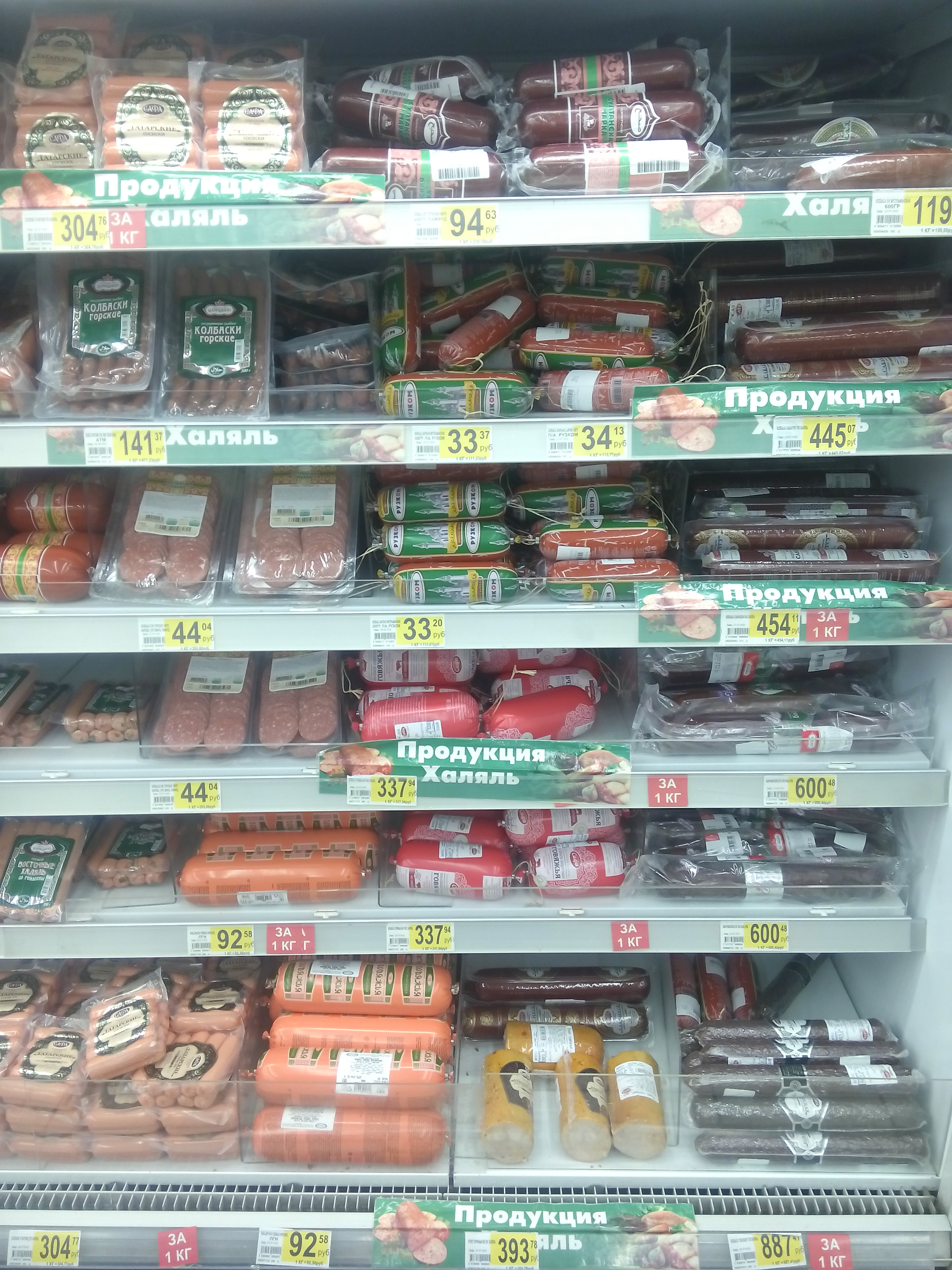
Халяльный отдел в «Ашане»

## Халяльная пища
В Коране чётко определён перечень продуктов, употребление которых в исламе строго запрещено. К ним относятся мертвечина, свинина, мясо задушенных и других животных, указанных в третьем аяте суры Аль-Маида (Трапеза).

Вам запрещено [есть] мертвечину, кровь, свинину, а также то, что заколото без упоминания имени Аллаха, [убоину] удавленную, забитую палками, издохшую при падении [с высоты], убитую рогами и [скотину], которую задрал хищник, — если только вы не заколете её по предписаниям, — и то, что заколото на [языческих] жертвенниках. Запрещено вам также предсказывать будущее. И всё это — нечестие. Сегодня те, которые не уверовали, потеряли надежду отклонить вас от вашей веры. Но вы не бойтесь их, а бойтесь Меня. Сегодня Я завершил [ниспослание] вам вашей религии, довёл до конца Мою милость и одобрил для вас в качестве религии ислам. Если же кто-либо, страдая от голода, а не из склонности к греху, вынужден будет [съесть запретное], то ведь Аллах — прощающий, милостивый. 

Оригинальный текст (ар.)حُرِّمَتْ عَلَيْكُمُ الْمَيْتَةُ وَالدَّمُ وَلَحْمُ الْخِنْزِيرِ وَمَا أُهِلَّ لِغَيْرِ اللَّهِ بِهِ وَالْمُنْخَنِقَةُ وَالْمَوْقُوذَةُ وَالْمُتَرَدِّيَةُ وَالنَّطِيحَةُ وَمَا أَكَلَ السَّبُعُ إِلَّا مَا ذَكَّيْتُمْ وَمَا ذُبِحَ عَلَى النُّصُبِ وَأَنْ تَسْتَقْسِمُوا بِالْأَزْلَامِ ۚ ذَٰلِكُمْ فِسْقٌ ۗ الْيَوْمَ يَئِسَ الَّذِينَ كَفَرُوا مِنْ دِينِكُمْ فَلَا تَخْشَوْهُمْ وَاخْشَوْنِ ۚ الْيَوْمَ أَكْمَلْتُ لَكُمْ دِينَكُمْ وَأَتْمَمْتُ عَلَيْكُمْ نِعْمَتِي وَرَضِيتُ لَكُمُ الْإِسْلَامَ دِينًا ۚ فَمَنِ اضْطُرَّ فِي مَخْمَصَةٍ غَيْرَ مُتَجَانِفٍ لِإِثْمٍ ۙ فَإِنَّ اللَّهَ غَفُورٌ رَحِيمٌ—  5:3 (Османов)

## Финансы

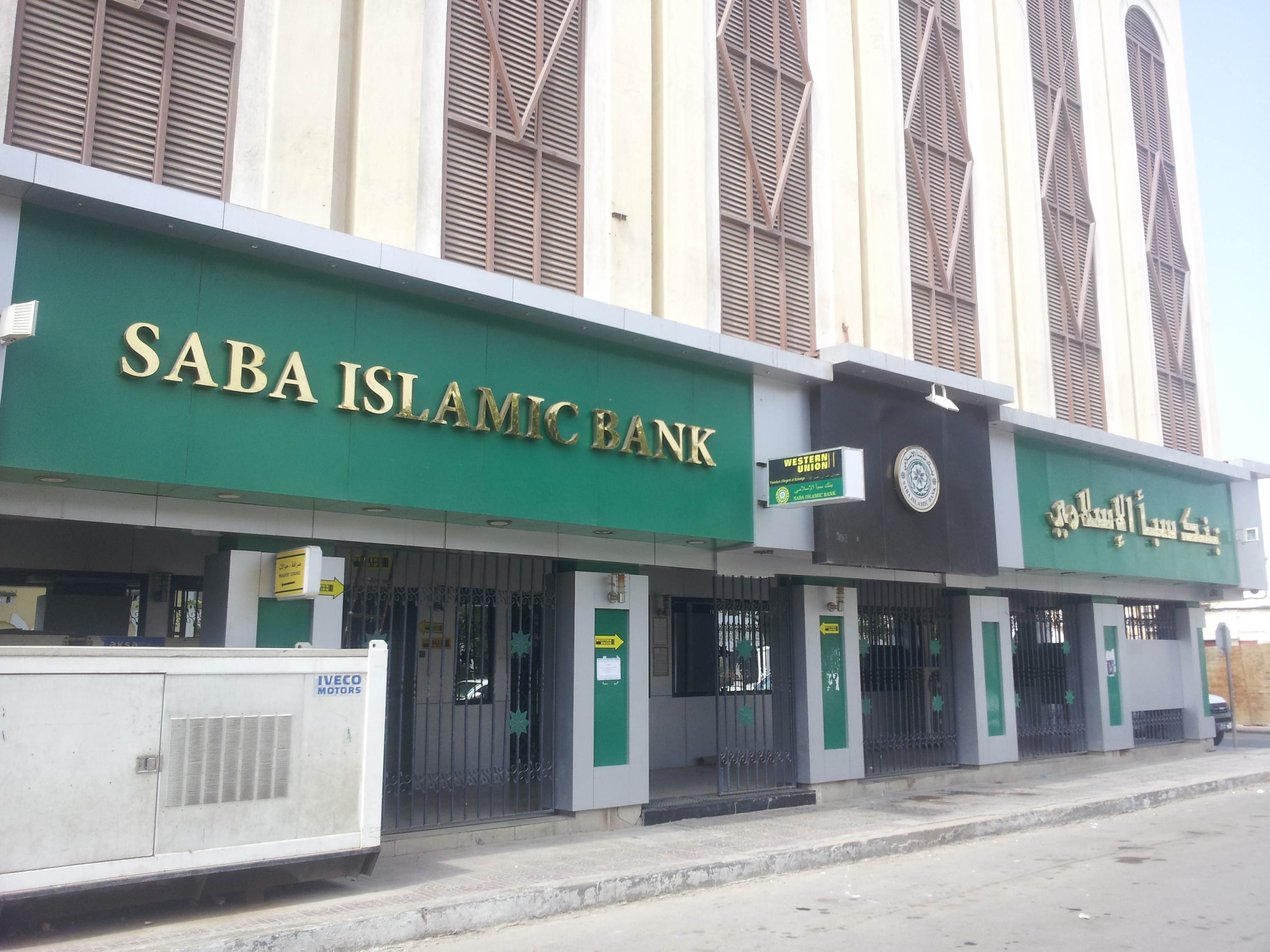
Исламский банк в Джибути

Термин «халяль» применительно к финансовой сфере предполагает соблюдение следующих основополагающих принципов и ограничений:
- запрет ссудного процента (ростовщичества);
- разделение выгод от получения прибыли и рисков несения убытков между участниками отношений;
- запрет на рискованные вложения;
- запрет на финансирование деятельности, активов и производства, запрещённых Шариатом (порнография, алкоголь, наркотики и так далее).